# 帕爾欽峰

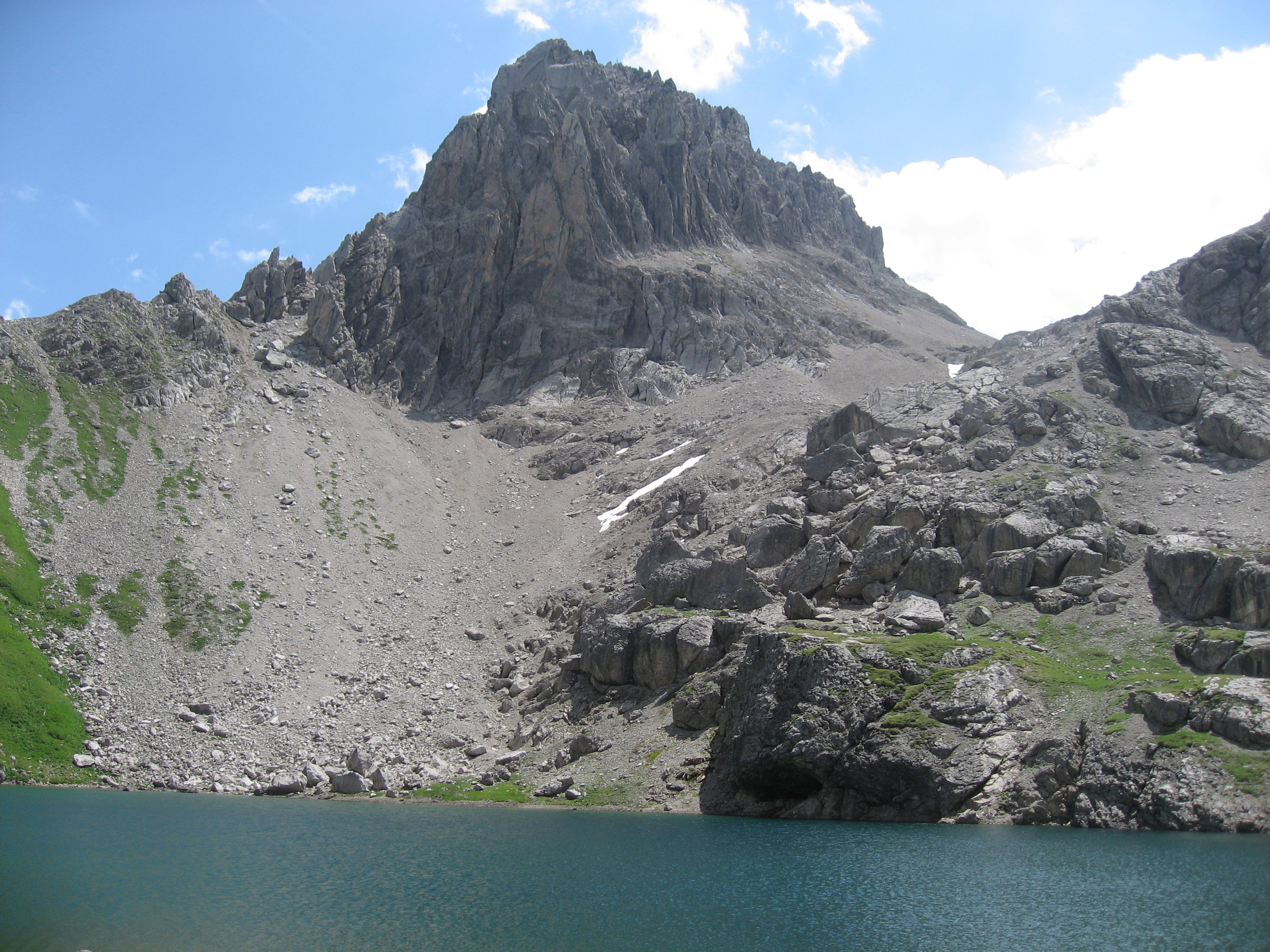

47°14′21″N 10°34′33″E / 47.23917°N 10.57583°E
帕爾欽峰（德語：Parzinnspitze），是奧地利的山峰，位於該國西部，由蒂羅爾州負責管轄，屬於萊希塔爾阿爾卑斯山脈的一部分，海拔高度2,613米，人類在1896年首次登頂。